# Kurt Pickard
Kurt Pickard (nascido em 14 de março de 1991) é um ciclista neozelandês que compete no ciclismo BMX. Representou seu país, Nova Zelândia, nos Jogos Olímpicos de Verão de 2012, terminando em 28º lugar.